# Narayola
 (juin 2025).
Si vous disposez d'ouvrages ou d'articles de référence ou si vous connaissez des sites web de qualité traitant du thème abordé ici, merci de compléter l'article en donnant les références utiles à sa vérifiabilité et en les liant à la section « Notes et références ».
 (juin 2025).
Le contenu est difficilement compréhensible vu les erreurs de traduction, qui sont peut-être dues à l'utilisation d'un logiciel de traduction automatique.
Narayola est une localité de la commune de Camponaraya, dans la région du Bierzo, province de León, communauté autonome de Castille-et-Léon, Espagne.
Elle est remarquable pour son horticulture et sa viticulture. Ses accès principaux par la route sont la N-VI et la A-6, à deux kilomètres. La ville principale de la région, Ponferrada, est située à dix km.

## Histoire
Narayola existait déjà au Xe siècle, puisque la localité est mentionnée dans le privilège constitutif de Carracedo de l'année 992: «Per vadunm Stephany viam que ducit fonten ausalem usque ad vallem mayorem, et descendit viam que vadit Magace usque ad terminium de Narayola». Compte tenu des toponymes mentionnés (gué de San Esteban, Fontousal, Valle Mayor, Magaz et Narayola), tous des noyaux de population, il est difficile savoir si au Xe siècle Narayola était un simple péage ou un lieu habité. Jusqu'au XVIIe siècle il n'y a pas de données sûres de l'existence d'une ville, malgré les divers documents antérieurs qui mentionnent ce lieu. En 1023, une certaine Sendina fit don au monastère de Samos d'une «hereditatem quam habeo in territorio bergidense, ripa rivulo Cua et Naraiola; et est ipsa hereditas inter villam Carriceto et vestrum monasterium sancti Ioahannis». La situation de cet important héritage, tellement éloignée de l'actuelle Narayola, conduit à penser que la "naraiola" du document doit se rapporter à la rivière Naraya.

## Agriculture et élevage
Dans la commune sont produits des vins de grande qualité, de l'appellation d'origine Le Bierzo, exportés aussi bien vers l'Allemagne que les États-Unis. La coopérative Vignes du Bierzo, la plus ancienne et la plus productive de la région en tonnage de raisins a son siège sur la commune de Camponaraya.
D'autres produits reconnus sont les fruits et légumes des appellations d'origine pomme reineta du Bierzo, poivron du Bierzo, poire conférence, châtaignes du Bierzo et cerises du Bierzo. 
L'élevage, bien qu'ayant reculé dans la commune en raison de la croissance du village, a toujours une importance économique.

## Gastronomie
La localité se trouve dans la zone vitivinicole Appellation d'Origine Bierzo et dans les zones de l'I.G.P. Poivron Rôti du Bierzo, D.O.P. Pomme Reinette du Bierzo, I.G.P. Cecina de León et I.G.P. Botillo du Bierzo,,,,. Ses autres productions remarquables sont la Poire Conférence du Bierzo, Cerise du Bierzo et la Châtaigne du Bierzo. 

## Accès
On arrive au village par l'autoroute A6 qui relie Madrid avec La Corogne, par la N6 qui relie aussi Madrid avec La Corogne, ou en train, la commune étant proche de Ponferrada.

## Géographie
Narayola est situé dans l'ouest de la province de León, entre 478 et 700 mètres d'altitude, dans le centre du Bierzo, bassin intra-montagneux d'origine tectonique, formé par des matériels sédimentaires, qui est sillonné de vallées de direction nord-sud, ouvertes par les rivières qui descendent de la sierra de Ancares, des Monts Cantabriques et des Montagnes de León et laissent entre elles des inter-fleuves de formes dorsales, collines isolées et divers ensembles de terrasses déformées par l'érosion.

### Climat
Le climat de cette zone du Bas Bierzo se caractérise par une température moyenne annuelle douce, autour de 12 °C. Les hivers sont froids, avec des brouillards fréquents; les étés doux, bien que les jours de très hautes températures ne soient pas rares. Les précipitations, une ou deux fois par an en forme de neige, sont relativement abondantes, bien qu'inégalement distribuées: la moyenne dépasse les 645 mm, les saisons les plus pluvieuses étant l'hiver et le printemps.

### Végétation
Le relief, les eaux et le climat jouent un rôle important dans la végétation, très modifiée par l'action anthropique. Ce n'est qu'au nord, dans les zones les plus élevées, que subsistent des restes de la végétation native, chênes et yeuses. Aujourd'hui abondent les arbres de rive, peupliers, aulnes, saules et, en particulier, les arbres fruitiers (cerisiers, noyers et châtaigniers).

## Fêtes typiques
Les fêtes de Narayola sont :
- Le 17 janvier: Saint-Antoine.
- Le 2 février: Les Candelas.
- 15 et 16 août: les Grandes Fêtes, en l'honneur de Notre Dame et San Roque.
- Le 31 octobre et 1 novembre: Nuit de la terreur.
- Le 15 août a lieu la plus grande concentration de voitures classiques de la région du Bierzo avec plus de 180 véhicules.
- La Route du Vin la plus populaire du Bierzo, qui coïncide avec les Fêtes de San Roque.

## Tourisme et loisirs
Le village a vu une augmentation du nombre de visites en raison de la déviation du chemin de Saint-Jacques-de-Compostelle à Carracedo del Monasterio. Il y a plusieurs zones vertes, comme la place de la Ermita, située dans le centre du village et au croisement des deux principales voies qui parcourent le village. La zone dénommée «La regueiriña» est dotée avec de mobilier urbain pour le repos, et la localité a aussi des tables de pique-niques, un parc public, des terrains de foot et de basket-ball, une salle omnisports et un hangar qui sert de lieu de réunions, ateliers et réunions de voisins, ainsi qu'une bibliothèque et salle d'informatique.

## Personnes illustres
- Lisardo Rubio, natif de Narayola.
- Entre Pesetas
- Luis Vázquez Martínez, Professeur de Mathématique Appliquée.